# Radio Distel
Radio Distel was een niet-commercieel radiostation in de Belgische stad Eupen, dat zijn programma in het Duits van 1981 tot 1986 uitzond.

## Geschiedenis
De uitzendingen werden in de beginjaren niet gelegaliseerd, maar werden getolereerd door de autoriteiten in afwachting van wetgeving. In 1985 ontving het station officiële erkenning van de Duitstalige Gemeenschap. Als operator werd het centrum voor volwasseneneducatie Eupen, wiens toenmalige kantoor in de Eupener Bergstrasse ook dienst deed als postadres van het station, gefaciliteerd. Het project werd grotendeels democratisch geleid. Een keer per week vond een openbare redactievergadering plaats in een Eupen-vakbondsgebouw.
Radio Distel beschreef zichzelf on-air en off-air als vrije radio en zag zichzelf als meer links alternatief station. Het programma bestond uit vele berichten over vrede en milieugroepen, regionale dekking, een programma voor Spaanse migrerende werknemers en een verscheidenheid aan jeugdprogramma's, waarvan de meeste zijn ontworpen door studenten zelf. 
Controversieel was de uitzending van Theos Kultshow van cabaretier Theo Rick, volgens zijn eigen zeggen, met de hardste humor over pies en poep. Uitgezonden werd in de vroege uren op woensdag, zaterdag en zondag, later werd de uitzendingen verlengd tot 24 uur per dag. Live-uitzendingen waren er voornamelijk alleen in de middag en avond. De rest van de tijd was gevuld met non-stop muziek. Aan het begin en aan het einde van de live-uitzendingen werd ondanks alles een versie van het Duitse volkslied gespeeld.
De omroep werd gefinancierd door lidmaatschapsbijdragen en door subsidies van het centrum voor volwasseneneducatie en door particuliere fondsen van individuele werknemers. Advertenties waren er niet en werden principieel geweigerd.
Samen met andere onafhankelijke radiostations was Radio Distel lid van de Belgische vereniging "Association pour la Libération des Ondes - Belgique" (ALO-B). In 1982 heeft Radio Distel deelgenomen aan de solidariteitsactie onder de naam "Libérez Babar". Deze actie was gericht op solidariteit met de ALO-B activist Roger Noël ("Babar"), die op dat moment werd vastgehouden in de voormalige Volksrepubliek Polen omdat hij voor Radio-Solidarność van de Poolse oppositie (deze stem van de Poolse oppositie werd volgens de krijgswet onwettig verklaard) een zender het land had binnen gesmokkeld.
In 1982 werd geprobeerd om een station te bouwen met een vergelijkbaar concept in St. Vith, om uit te zenden in het zuiden van Oost-België. "Radio Kaktus" was slechts een kortstondig project.
De uitzendingen werden in eind 1986 bij gebrek aan middelen afgebroken. Dit nadat de zender onlangs nog een groot deel van de presentaties van de Katholieke landdagen van de Katholieke Conferentie in 1986 had uitgezonden.

## Standplaats
Zender en studiostandplaats was een woonhuis aan de zuidelijke rand van Eupen. De zendfrequentie was 103,8 MHz (aangeduid als 104 MHz), 105,6 MHz later. Het zendvermogen was officieel 100 watt, maar werd gedeeltelijk en vooral in de laatste jaren van de uitzendingen overschreden. Een buiszender van Rohde & Schwarz werd gebruikt. Het dekkingsgebied omvatte de noordoostelijke kantons van de Duitstalige Gemeenschap van België en de naburige gemeenschappen in Wallonië. Zelfs in delen van Aken en de omgeving was ontvangst mogelijk met een bepaalde kwaliteit antenne. Met de lokale zenderkwaliteit werd echter alleen de stad Eupen gereikt.

## Weblink
- Porträt auf fmkompakt.de